# پروانه شاپرکی
پروانه شاپرکی (نام علمی: Liphyra brassolis) پروانه‌ای است که در جنوب آسیا، جنوب شرق آسیا و استرالیا یافت می‌شود و وابسته به خانواده گرگ‌پروانگان است. لاروها شکارچی هستند و از لارو مورچه تغذیه می‌کنند. این یکی از بزرگ‌ترین گونه‌های گرگ‌پروانگان است. چندین جمعیت جدا از هم در طیف گسترده پراکندگی آن به عنوان زیرگونه در نظر گرفته می‌شوند. نمونه‌های این گونه هرگز یک پروانه معمولی نیستند و کلکسیونرها آن را بسیار ارزشمند می‌دانند.

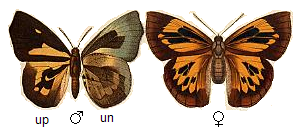